# Ehemalige Großherzogliche Wassermühle zu Bützow
Die ehemalige Großherzogliche Wassermühle, auch: Kunstmühle Bützow, ist eine ehemalige Wassermühle. Von der ursprünglichen Mühlenanlage aus rotem Backstein sind das fünfgeschossige Getriebegebäude sowie Mühlengebäude und eines der unterschlächtigen Wasserräder erhalten. Zusammen mit anderen Mühlen zählt sie zu den größten Mühlenkomplexen in Mecklenburg-Vorpommern und stellt ein bedeutendes technisches Denkmal der Industriearchitektur des 19. Jahrhunderts in Bützow, im Landkreis Rostock, Mecklenburg, dar. Ursprünglich als wasserbetriebene und später auch als dampfbetriebene Getreidemühle konzipiert, verkörpert sie die innovative Technik ihrer Zeit und ist ein wichtiger Bestandteil des kulturellen Erbes der Region.

## Bau und Architektur
Im Sommer 1894, entschloss sich das großherzogliche Finanzministerium unter Großherzog Friedrich-Franz III., den gesamten Mühlenkomplex an der Warnow abzureißen und durch einen Neubau zu ersetzen. Mit der Architektur und Bauplanung wurde der Oberlandbaumeister Adolf Prahst beauftragt. Mehrere hundert Eichenpfähle von 2,5 Meter Länge wurden gerammt, nachdem zuvor schon 1,5 Meter tief einst aufgeschütteter Boden ausgehoben worden war. Nach der Fertigstellung des schweren Natursteinsockels übernahm Maurermeister Friedrich Nagel die Bauleitung über den Hochbau.
Im Juli 1895 war das gesamte Bauensemble fertig. Die beiden Fünfgeschosser zeichnen sich durch senkrechte Lisenen, Querriegel verschiedenster Muster und Ornamenten aus Mauerziegel aus. Hinter zwei Radkammern verborgen – eine zwischen Speicher und Mühle, die andere an der rechten Seite der Mühle – befanden sich die unterschlächtigen Wasserräder. Diese hatten eine Nutzbreite von 5 Metern und einen Radius von 4,50 Metern. Von einer gusseisernen Antriebswelle gingen sternförmig Eisenträger ab, an denen lamellenartig Schaufeln aus Eichenholz befestigt waren. Zu dem Komplex gehörten noch Pferdestallung, Hof und Uferbefestigung. Mit der größten Mahlanlage in Mecklenburg hatte die Mühle ab sofort ein Grundkontingent von 2000 Tonnen Roggen und 1000 Tonnen Weizen und war somit damals die größte Wassermühle Mecklenburgs.

## Geschichte des Gebäudes
Ab 1858 pachtete der Müller Franz Scheuermann den alten Mühlenkomplex am „Wolkener Tor“, der ein Wohnhaus, eine Kornmühle, eine Ölmühle und ein Wirtschaftsgebäude umfasste. Trotz der offensichtlichen Notwendigkeit umfangreicher Reparaturen wurden die Sanierungsmaßnahmen immer wieder vom großherzoglichen Finanzministerium hinausgezögert. Im Jahr 1874 kündigte Scheuermann schließlich den Pachtvertrag. Nach monatelanger Suche gelang es dem Bützower Amtshauptmann Friedrich Prehn (1810–1875), den Müllermeister Carl Propp (1834–1895) als neuen Pächter zu gewinnen, der bereits eine Windmühle in Bernitt betrieb. Propp verstarb unerwartet kurz nach der Fertigstellung der Kunstmühle. Der Pachtvertrag fiel daraufhin an die Witwe Maria Propp (1840–1922), die das Unternehmen unter dem Namen„Carl Propp“ weiterführte. Später übernahm ihr Sohn August Propp (1876–1941) die Leitung.
In den Sommermonaten konnte nur eines der beiden Wasserräder zeitweise betrieben werden. Um den Betrieb zu optimieren, einigte sich Propp mit dem großherzoglichen Finanzministerium und integrierte zu Beginn des 20. Jahrhunderts einen Dampfkessel. Dazu wurde der rechte Flügel des symmetrisch gestalteten Eingangsportals abgerissen, die Wand zum Maschinenhaus geöffnet und der Dampfkessel installiert. Ein 28 Meter hoher Stahlschornstein wurde errichtet, während der Zufluss zum Wasserrad am Giebel zugeschüttet wurde. Die Schiffe, die den Bützower Hafen anliefen, transportierten regelmäßig Mehl aus der großherzoglichen Kunstmühle zurück zum Rostocker Stadthafen. Das Mehl wurde auf Segelschiffe und Dampfer umgeladen und gelangte so bis nach Helsinki sowie in zahlreiche Ostseehäfen. Nach der Abdankung von Großherzog Friedrich Franz IV. wurde ein neuer Pachtvertrag zwischen dem Finanzministerium des Freistaates Mecklenburg und August Propp, der inzwischen die „Carl Propp KG“ gegründet hatte, abgeschlossen. Am 7. Juli 1941 erwarb Propp den Mühlenkomplex für 150.000 Reichsmark und verpflichtete sich, die gesamte Mühleneinrichtung innerhalb von 20 Jahren zu erneuern. Nach seinem Tod im Jahr 1941 übernahmen seine Tochter Charlotte, ihr Ehemann Kurt Schröder und der Prokurist Hermann Fleischer die Führung.
Nach 1945 wurden private Unternehmungen in die Planwirtschaft integriert. Das Getreidekontingent wurde vom Rat des Kreises Güstrow zugeteilt, und die Auslieferung von Mehl und Schrot war auf ausgewählte Lebensmittelbetriebe, Bäckereien und Einzelhändler beschränkt. Das Preismonopol lag bei der Landesregierung. In den frühen Nachkriegsjahren konnten Sammler von Ähren auf abgeernteten Feldern ihre Ernte in der Mühle schroten lassen oder Gutscheine für Mehl erhalten. Aufgrund staatlicher Vorgaben mussten die Eigentümer den Mühlenbetrieb Ende 1958 einstellen. Die Kesselanlage wurde verschrottet, und die gesamte Mahltechnik wurde abgebaut. 1960 wurde die Mühle an den volkseigenen Großhandelsbetrieb Obst-Gemüse-Speisekartoffeln (OGS) vermietet. Eine staatliche Anordnung von 1980 führte zur Stilllegung und teilweisen Zerlegung des Wasserrads, von dem nur ein Rad erhalten blieb. 1985 wurden die verbleibenden Schieferschindeln entfernt, und das Dach wurde mit Wellasbest neu gedeckt. Nach der Wende 1989 erfuhr die Mühle einen Wechsel des Rechtsträgers. Ein privater Eigentümer erwarb das Objekt, rettete es vor dem Verfall und sicherte dessen Erhalt.
Am 5. Mai 2015 beschädigte ein Tornado den Dachstuhl, das Dach und einen der Türme. Der Inhaber und die Deutsche Stiftung Denkmalschutz behoben die Schäden. Im Jahr 2019 kam es zu einem Eigentümerwechsel, gefolgt von einer umfangreichen Sanierung der Wassermühle im Jahr 2020. Heute dient das Gebäude als Wohn- und Geschäftsgebäude.

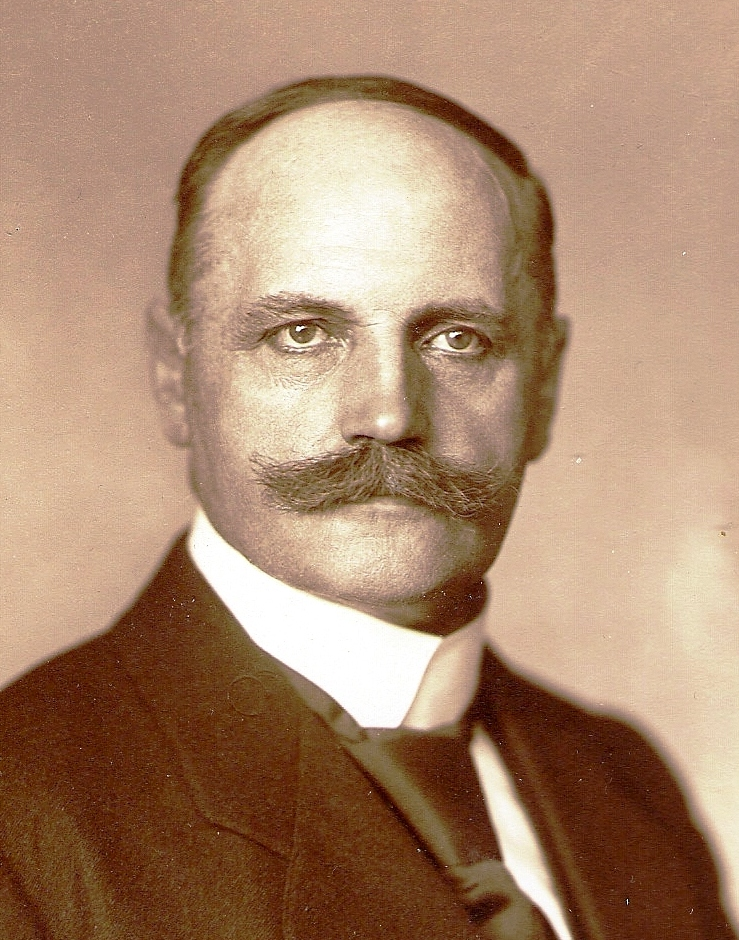
Müllermeister August Propp
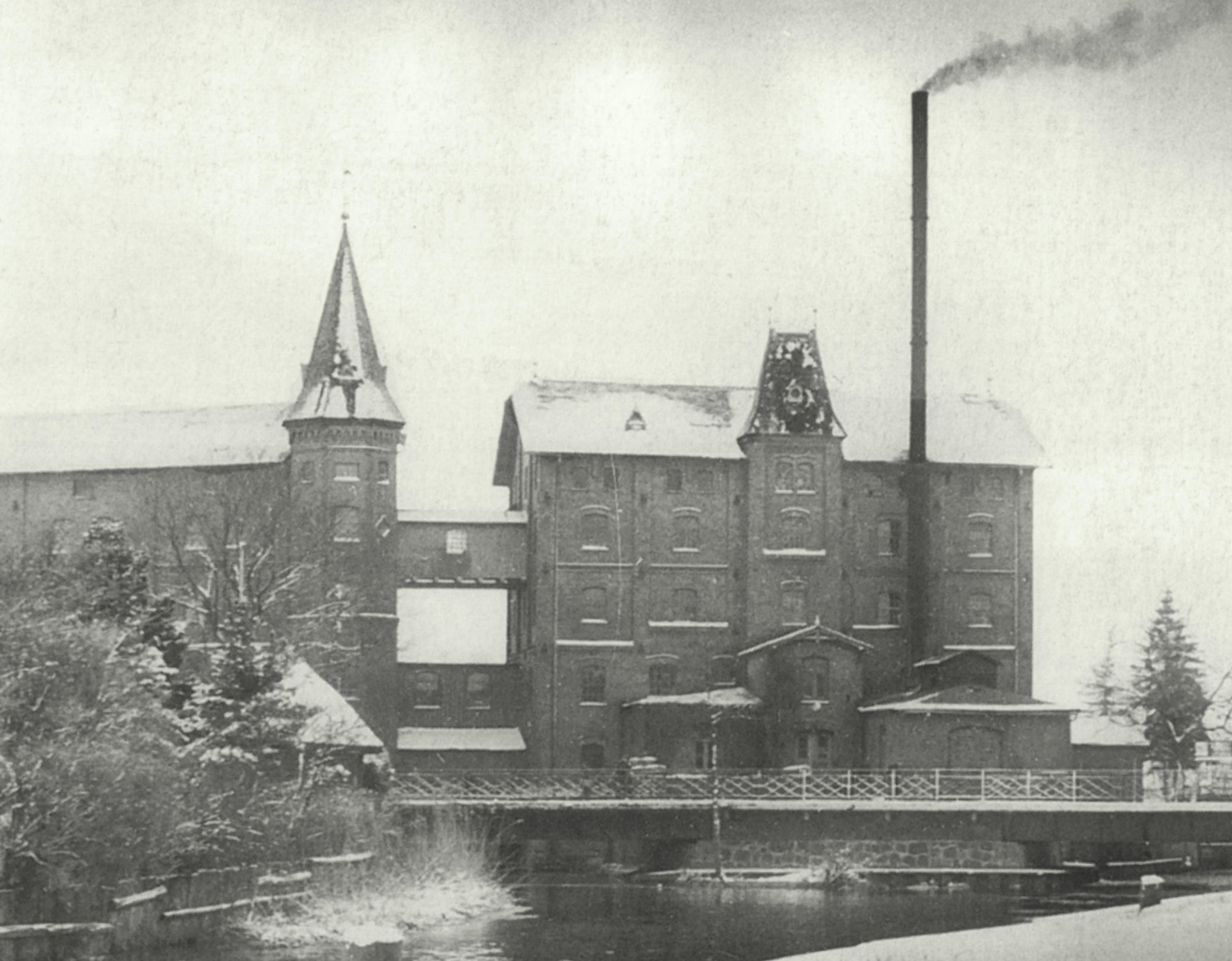
Mühle mit Schornstein
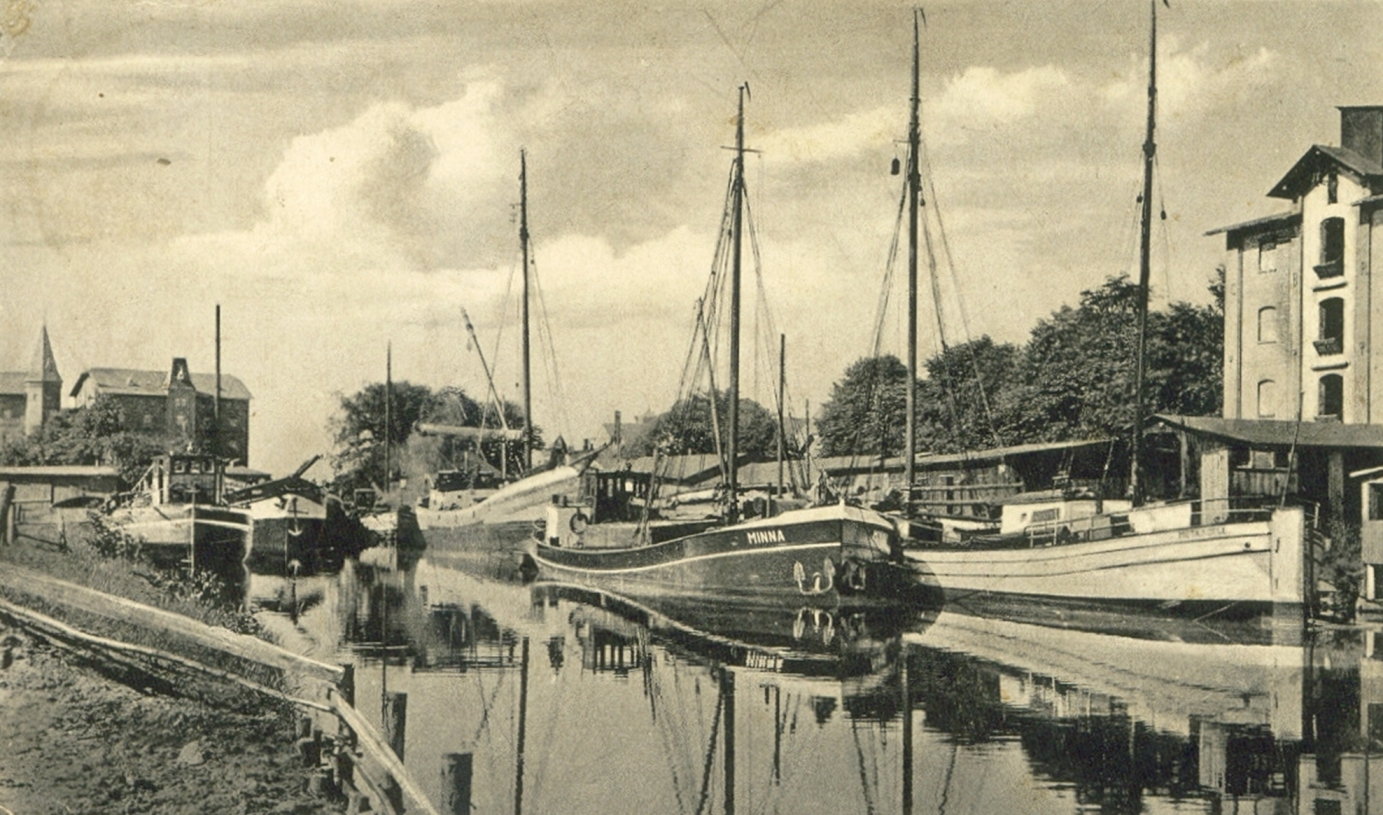
Bützower Hafen, 1920

## Geschichte der Mühlen in Bützow
In Mecklenburg wurden über die Jahrhunderte hinweg zahlreiche Wassermühlen an Flüssen mit geringem Gefälle errichtet. Die älteste urkundliche Erwähnung stammt aus Bützow und datiert auf das Jahr 1229, wo die Gründung von Mühlen sowie deren Abgaben geregelt werden. Ein weiterer Hinweis auf eine Mühle in Bützow findet sich im Jahr 1307, wobei der genaue Standort jedoch ungewiss bleibt. Stadtbrände in den Jahren 1518, 1679 und 1716 führten zum Verlust vieler historischer Dokumente, was die Nachforschungen erschwert.
Am 9. März 1586 erteilte Herzog Ulrich von Mecklenburg die Genehmigung zum Bau einer Papiermühle in Bützow, unter der Bedingung, dass die bestehenden Kornmühlen nicht beeinträchtigt würden. Darüber hinaus existieren urkundliche Nachweise über zwei Kornmühlen: eine „Vor dem Rühner Tor“ und eine am „Wolkener Tor“. Die letzte Mühle wurde jedoch an den Herzog zu Mecklenburg abgegeben, da die Stadt nicht mehr in der Lage war, die notwendigen Reparaturen zu finanzieren.
Im 17. Jahrhundert gab es in Bützow vier Mühlen, darunter die bedeutendste Kornmühle vor dem Wolkener Tor, die mit vier Gängen ausgestattet war, sowie eine weitere Kornmühle vor dem Rühner Tor, die über zwei Gänge verfügte. Beide mahlten Korn und Malz. Zudem gab es eine Walkmühle zur Unterstützung der Tuchmacher und im 16. Jahrhundert eine Sägemühle, die jedoch im 17. Jahrhundert nicht mehr erwähnt wird. Wegen Problemen mit der Wasserentnahme musste die Kornmühle „Vor dem Rühner Tor“ im 19. Jahrhundert abgerissen werden.

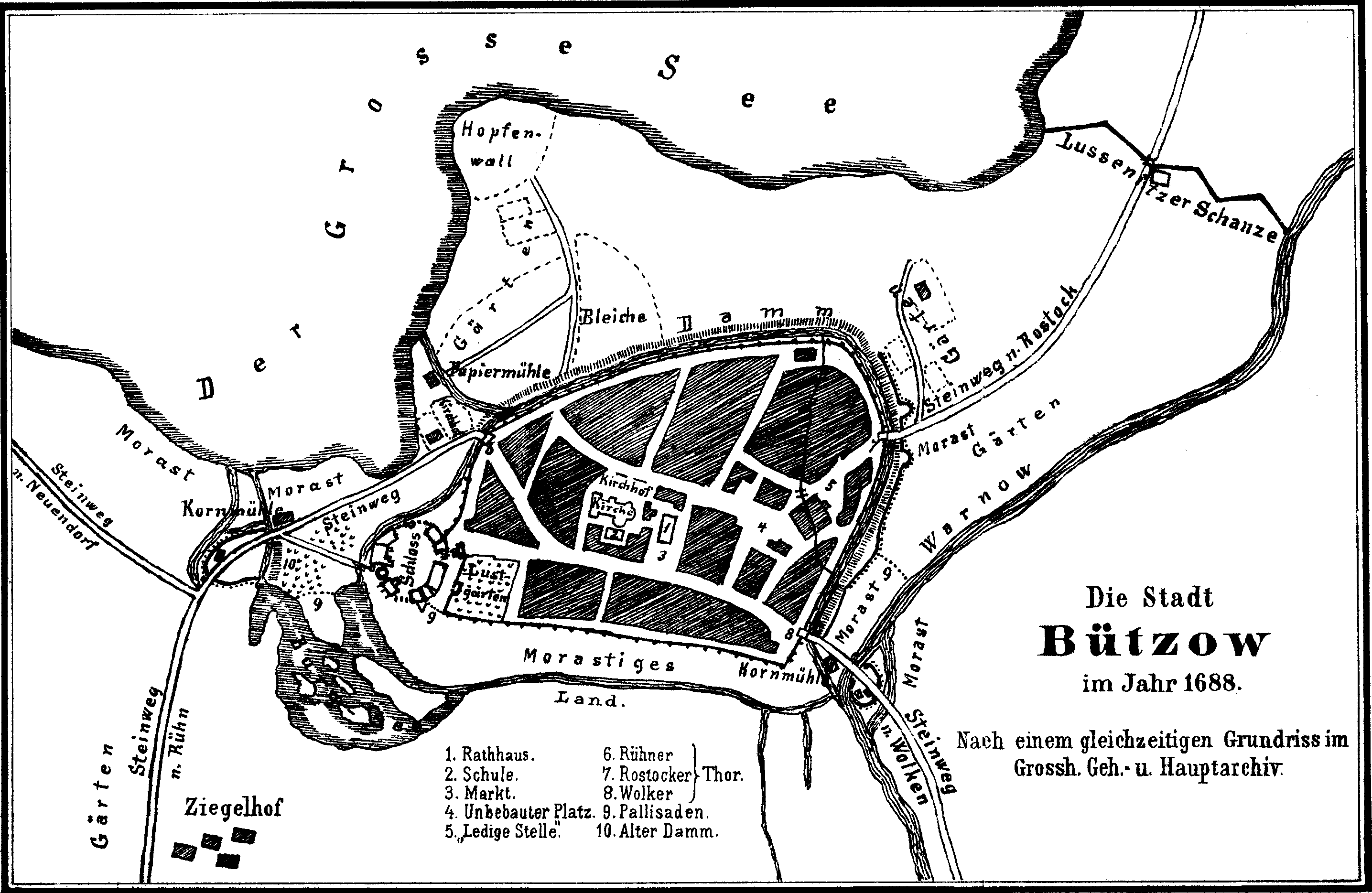
Grundriss Bützow 1688
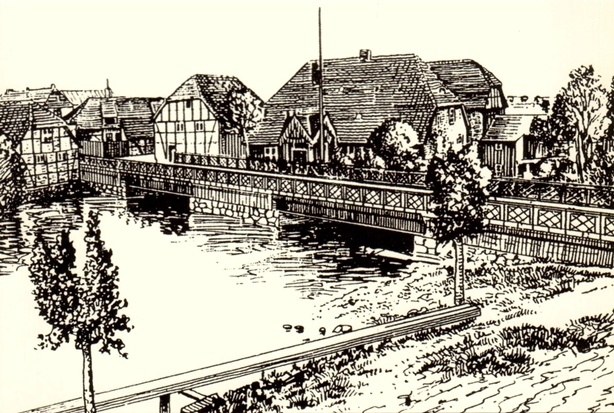
Wolkener Tor 1870